# Consell de Voluntaris Nacionals Achik
Consell de Voluntaris Nacionals Achik (Achik National Volunteer Council, ANVC) és un moviment polític i militar de Meghalaya, que vol representar a la nació dels garos o achiks pels que demana un estat separat de Garoland o Achikland amb els tres districtes occidentals de Meghalaya i algunes zones limítrofes d'Assam (al nord) als districtes de Kamrup i Goalpara on els garos són majoria. Fou constituït el desembre de 1995 i declarat il·legal el 16 de novembre del 2000. El seu cap és Dilash R. Marak, el cap militar és Jerome Momin i el secretari general Wanding R. Marak. La seva àrea d'actuació és a les muntanyes Garo.
El 23 de juliol de 2004 va signar un acord de pau amb el govern per sis mesos, que s'ha renovat sempre en endavant. A meitat del 2008 va fer una proposta oficial per un Garoland amb els tres districtes, que fou refusada i l'octubre del 2008 va proposar un districte autònom amb amplis poders i fons procedents directament del govern central.